# حشره‌خوار هوتان
 حشره‌خوار هوتان (نام علمی: Crocidura hutanis) نام یک گونه از سرده حشره‌خوارهای دندان‌سفید است.